# 西岡健吾
西岡 健吾（にしおか けんご、1997年〈平成9年〉10月22日 - ）は、日本の元男性アイドル、元歌手。男女混合アイドルグループ・ONE BY ONEの元メンバーで、男性アイドルグループ・MAG!C☆PRINCEの元メンバーである。。愛称はごんち。
静岡県浜松市出身。静岡県立浜松工業高等学校デザイン科卒業。2015年に結成されたMAG!C☆PRINCEのメンバーとしてデビュー。デビューから2020年3月までワタナベエンターテインメント名古屋事業本部に所属し、同年4月からはフリーランスで活動。2021年にONE BY ONEのメンバーとなり、Nプロダクションの所属となる。2022年より再びフリーランスで活動

## 略歴、人物

### デビューまで
デビュー時のプロフィールは、愛知県生まれ、愛知県出身であったが、次第に育った場所である静岡県浜松市の出身と公言するようになる。ワタナベエンターテインメント離籍後は静岡県生まれとしている。幼い頃からよく「女の子みたい」と言われる、中性的なルックスと雰囲気を持っていた。ハロー!プロジェクトやAKB48グループなどアイドルが大好きで、小学生の頃から漠然と自分もアイドルになりたいと考えていた。
高校2年時（2014年）の夏に佐藤勝利(Sexy Zone)のソロコンサートに行き、自分の同世代が活躍している姿を見て「行動するなら今しかない」とアイドルになるための行動に出る決意をした。その年度の冬、名古屋で活動するフォーチュンエンターテイメントのボーイズグループ・BOYS AND MEN研究生のオーディションと、ワタナベエンターテインメント主催のボーイズグループオーディション「NAGOYAボーイズ(仮)」の2つに同時に応募。フォーチュンエンターテイメントからすぐ返信があり、面接をして合格となった。西岡が合格した時期は、米谷恭輔、BOYS AND MENトウキョウの松岡拳紀介・横山統威らが合格・加入した時期（2014年11月〜12月）に近い。BOYS AND MENの日本ガイシホール1万人ライブでのデビューに向けてレッスンに通っていたが、ワタナベエンターテインメントから連絡があり、「大手事務所を選んだ」という判断でそちらのオーディションに進んだ。

### MAG!C☆PRINCE
2015年3月15日、NAGOYAボーイズ(仮)の最終オーディションを経て、MAG!C☆PRINCEのメンバーとして芸能界デビュー。中性的なイメージからメンバーカラーはピンクに設定された。グループのレギュラー番組出演など、浜松から名古屋に通って芸能活動を行う。MAG!C☆PRINCEは同年12月にCDデビューし、以降、2019年にグループ活動を休止するときまでそのセンターを務めた。
2016年10月より、情報バラエティ番組『PON!』（日本テレビ系）に同番組初の「お天気お兄さん」としてレギュラー出演する。MAG!C☆PRINCEとしても多くのレギュラー番組を持つなど活動の場を広げていたが、一方で西岡はメンバーとうまくいかず、2018年頃にはもうグループを脱退したいという気持ちになっていた。2018年にMAG!C☆PRINCEは2つのチームに分かれ、西岡は生年月日が全く同じ、10月22日生まれの阿部周平と「テンツーツー」を組む。同年からは『おはスタ』（テレビ東京系）の月1レギュラー、出身地の静岡でラジオ番組『西岡健吾のサタプリ!』（静岡エフエム放送）放送など、単独の仕事が増えていく。当時のMAG!C☆PRINCEはまだ個人のツイッターを持っていなかったが、西岡はこの『西岡健吾のサタプリ!』の番組ツイッターを西岡個人の発信の場として利用していた。
2019年9月1日、所属事務所より「体調不良によりグループでの音楽活動を含む一部活動を休止する」と発表された。以降、MAG!C☆PRINCEのレギュラー番組には出演せず、個人で持つレギュラー番組にのみ出演するという形の活動になる。10月22日に年内での卒業を発表。これより前、6月にリリースした『ゴメン、、離したくない』が、西岡が参加した最後のシングルとなった。12月20日、Zepp Nagoyaで開催された『本気☆LIVE Vol.9 〜西岡健吾卒業公演〜』出演をもってMAG!C☆PRINCEを卒業した。

### MAG!C☆PRINCE卒業後
グループを卒業した西岡はソロのタレントとして活動していたが、出演していたテレビ、ラジオ番組が2020年3月までにすべて終了、もしくは西岡は降板となり、すべての出演がなくなった。そして個人で情報を発信していた『西岡健吾のサタプリ!』のツイッターアカウントが削除され、動向が伝えられないままワタナベエンターテインメントのウェブサイトからプロフィールが消失した。4月1日に個人のツイッターとインスタグラムを開設して、フリーランスでアイドル活動をしていくことを明らかにした。ここから自身を「ごんち」と名乗るようになった。
この年の6月から7月にかけて文春オンラインが、ワタナベエンターテインメント常務取締役の大澤剛が、プロデュースする男性アイドルグループの元メンバー「A」に対してセクシャルハラスメントに及んでいたと報じた。Aがこの取材に応じ、その件の他に、大澤が退社後1年間の芸能活動を禁止しようとしていたこと、Aの家族にも被害が及んだことなどを告発した。これらの記事ではAもグループも名が伏せられていたが、西岡がツイッター上で自分がこのAであると公表した。この件で大澤はMAG!C☆PRINCEのプロデューサーから退いている。

### ONE BY ONE
2021年3月、Nプロダクションによる金丸紗希、陽向凜、さや久保、新菜まこ、渡辺樹莉、戸田ころね、の6人の女性メンバーとの7人組男女混合ユニット・ONE BY ONEの結成と、4月のデビューが発表された。西岡はここでもメンバーカラーはピンクとなる。グループ活動休止により2022年よりフリーランスで活動。

## 出演

### テレビドラマ
- 本気ドラ 〜Spin the Sky〜（2016年、中京テレビ） - ケンゴ 役
- ぼくは麻理のなか（2017年、フジテレビ）
- ドルメンX（2018年、日本テレビ）

### その他のテレビ番組
- PON!（2016年 - 2018年、日本テレビ）
- おはスタ（2018年 - 2019年、テレビ東京）
- 静岡ダイスキTV（2019年、静岡第一テレビ）[25]

### ラジオ
- 西岡健吾のサタプリ!（2018年 - 2020年、静岡エフエム放送）
- 西岡健吾と谷真理佳の今夜も大さわぎ!（2019年 - 2020年、Radio NEO→エフエム愛知）